# Recilia hesperidum
Recilia hesperidum är en insektsart som beskrevs av Lindberg 1958. Recilia hesperidum ingår i släktet Recilia och familjen dvärgstritar. Inga underarter finns listade i Catalogue of Life.